# Cámara estereoscópica

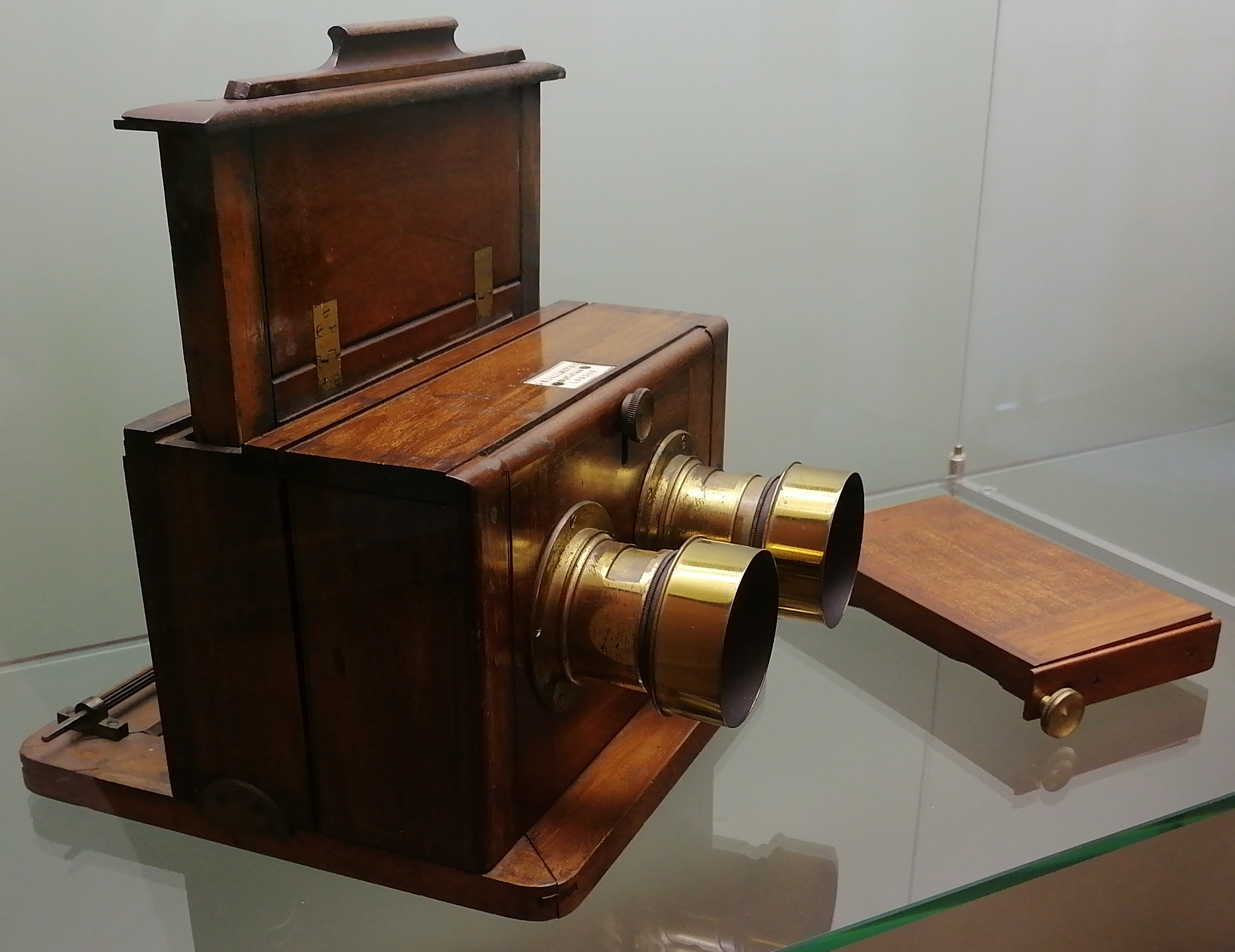
Cámara estereoscópica fabricada por J. H. Dallmeyer. Centro Portugués de Fotografía. Oporto.

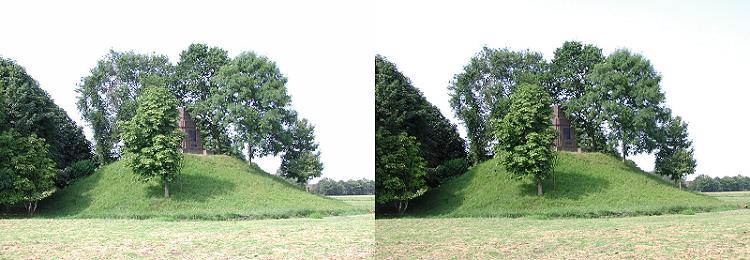
Ejemplo de fotografía tomada con una cámara estereoscópica.

Una cámara estereoscópica o cámara 3D, nombrada así debido a la visión estereoscópica humana (3D), es una cámara capaz de capturar imágenes (fotografías) en tres dimensiones. La visión binocular humana produce dos imágenes (una para cada ojo) que luego se mezclan en el cerebro creando la imagen 3D. Estas cámaras intentan imitar este comportamiento, utilizando dos objetivos (o dos cámaras separadas estratégicamente) para captar la fotografía en el mismo instante, y como resultado se obtienen las imágenes 3D.

## Historia
La fotografía estereoscópica nace casi con la fotografía misma. Unos 10 años después de inventarse la fotografía, hacia 1850 fue cuando se capturan y se dan a conocer las primeras imágenes tridimensionales. Fue muy popular durante más o menos 100 años, pero desde 1950 hasta hoy en día su uso ha disminuido mucho, salvo el repunte, durante la última década de la fotografía 3D digital[cita requerida].
En el Archivo General de la Nación de México existe una colección de vistas estereoscopias del ingeniero civil Ignacio Avilés tomadas alrededor de mediados del siglo XX.

## Funcionamiento y Tipo
Las cámaras estereoscópicas se basan en un principio muy simple, el de la visión humana.
Los ojos humanos están separados 65 mm el uno del otro (hombre promedio), cada ojo ve una imagen, que aun siendo parecidas, tienen distintos ángulos. El cerebro se encarga de mezclar las dos imágenes creando el efecto de relieve.
Así pues, capturando dos imágenes con una separación como la de la visión humana, se está imitando el comportamiento de los ojos humanos. Y si después a través de visores especiales o proyecciones polarizadas, cada imagen es proyectada a cada ojo de forma relevante, se creara la ilusion óptica de una imagen en 3d.

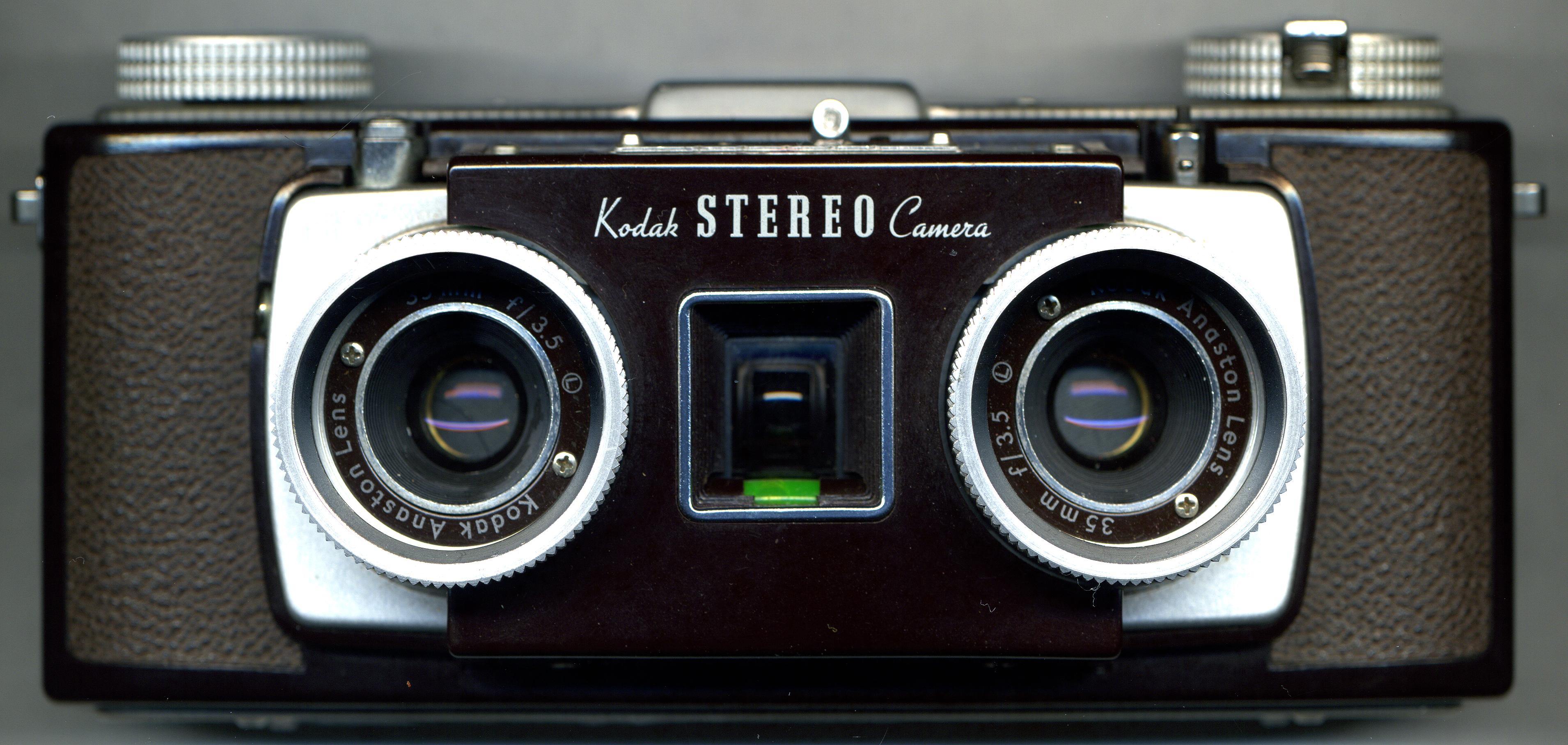
Cámara Estereoscópica Kodak con 2 objetivos.

Los sistemas empleados para obtener imágenes estereoscópicas son principalmente tres:
- Cámara especial con dos objetivos.
- Dos cámaras iguales, juntas, y con la captura sincronizada.
- Una cámara, que desplazamos para obtener las dos fotografías.

El primer sistema es el más universal y permite capturar fotografías a partir de 1,5 metros.
El segundo és básicamente para paisajes a partir de 3 metros.
El tercero es para elementos estáticos, macrofotografía y paisajes lejanos.
Estas cámaras tienen que respetar varias normas, la primera de todas es la relación de separación de los objetivos respecto a la proximidad o lejanía del tema fotografiado, la segunda es la relación de convergencia de los objetivos sobre el motivo. Si no respetamos estas normas, nuestro cerebro no sabrá interpretar el resultado y no entenderemos las imágenes.
Las fotografías se pueden ver como anaglifos (utilizando gafas 3D), un estereograma (sin gafas) o un “meneógrama” para un efecto 3D simulado.

## Aplicaciones

### Topografía y estudio del terreno
Una de las aplicaciones más antigua es la visualización y medición del relieve terrestre y el de otros planetas utilizando fotografías aéreas. Si un avión (o un satélite) toma dos fotografías de una zona de terreno con una cierta distancia calculada entre ellas, se obtiene una imagen estéreo, que después podremos visualizar con relieve en un estereoscopio especial.
Si las tomas se realizan con la precisión adecuada, permiten calcular elevaciones de terreno. En la actualidad esta aplicación se puede realizar con una gran precisión y con visión binocular gracias a estaciones y software especialmente diseñados.

### Estudio de planetas
De forma similar a la anterior, la NASA ha obtenido numerosas vistas tridimensionales de fotografías de la tierra obtenidas desde satélites, así como de otros planetas del sistema solar. Las extraordinarias imágenes estéreo de la superficie de Marte obtenidas por la sonda Pathfinder de la NASA son otro ejemplo de aplicaciones para el estudio de otros planetas. Este método no sólo sirve para captar imágenes sino que también se utiliza para calcular distancias y tamaños de rocas y conducir con más seguridad el vehículo.

### Medicina
Es uno de los campos donde se usa más.
No es novedad que lupas y microscopios de precisión utilicen visión estereoscópica. Marcas como Zeiss o Olympus disponen de diversos modelos según las aplicaciones. Si a un microscopio estéreo se conectan dos cámaras de video se puede ofrecer una presentación 3D en un monitor o pantalla grande de video, así como grabar las imágenes en 3D. 
En el campo de la microcirugía ofrece grandes posibilidades. Zeiss cuenta con sistemas de microcirugía tridimensional, como el MediLive 3D, del que ya existen referencias sobre sus ventajas aplicado a la oftalmología.
También la endoscopia cuenta con una gran ayuda de la estereoscopia. El sistema Endolive de Zeiss es un claro ejemplo.
También se utiliza para visualizar imágenes o modelos del interior del cuerpo humano, a partir de imágenes reales obtenidas mediante TAC (Tomografía asistida por computador) o RMN (Resonancia Magnética Nuclear). Técnicas como la radiografía estereoscópica permiten situar claramente cuerpos extraños o anomalías en el interior del paciente.

### Ingeniería Molecular
En Ingeniería molecular, sin la visualización estéreo en las estaciones de diseño sería muy complicado crear nuevas moléculas complejas. Se pueden observar moléculas estéreo en el departamento de química de la Widener University.

### Eventos
Ciertos eventos deportivos (como las olimpiadas y mundiales), de música (conciertos) y culturales, se transmiten en 3D.

### Celebraciones familiares
Las bodas comienzan a grabarse en 3D.

## Estéreo base en las cámaras digitales
Las cámaras 3D digitales no profesionales recientemente comercializadas tienen diversa estereobase, la cual determina (conjuntamente con la distancia focal equivalente en 35 mm) la mayor o menor profundidad y con ello la distancia mínima del objeto más cercano.
- ? mm Inlife-Handnet HDC-810
- 10 mm Lentes Panasonic 3D Lumix H-FT012 (para the GH2, GF2, GF3, GF5, GF6 y también para la híbrida W8).
- 12 mm DXG-5D8 y sus clones: Medion 3D y Praktica DMMC-3D.
- 15 mm Ararat Macro Beam Splitter para teléfonos inteligentes.
- 20 mm Sony Blogie 3D.
- 23 mm Loreo 3D Macro.
- 25 mm LG Optimus 3D, LG Optimus 3D MAX (teléfonos inteligentes) y el Cyclopital3D close-up macro adapter (para las cámaras W1 y W3 de Fujifilm).
- 28 mm Sharp Aquos SH80F y SHI12 (teléfonos inteligentes) y también la Toshiba Camileo z100 videograbadora.
- 30 mm Panasonic 3D1, Camex 3D y LG IC330 (LG Cinema 3D).
- 32 mm HTC Evo 3D smartphone.
- 35 mm JVC TD1, DXG-5G2V, VTech Kidizoom 3D, GoPro HD Hero kit 3D, Nintendo 3D, Vivitar 790 HD (solo para anaglifos en vídeo y foto).
- 40 mm Ararat Beam Splitter para teléfonos inteligentes y todas la videocámaras 3D de Aiptec (Aiptek I2 -también su Viewsonic clon-, Aiptek I2P, Aiptek IS2 y Aiptek IH3 3D).
- 50 mm Loreo full frame y la 3D FUN de 3dInlife (también los clones Phenix PHC1, Phenix SDC821 y Rollei Powerflex 3D).
- 55 mm SVP dc-3D-80.
- 60 mm Vivitar 3D cam (solo anaglifos).
- 65 mm Takara Tomy 3D ShotCam.
- 75 mm Fujifilm W3.
- 77 mm Fujifilm W1.
- 84 mm Sony Digital Recording Binoculars DEV-50 (but only for video)
- 88 mm Objetivo Loreo 3D para cámaras digitales no full frame.
- 140 mm Cyclopital3D base extender para la JVC TD1 y Sony TD10.
- 200 mm Cyclopital3D base extender para la Panasonic AG-3DA1.
- 214 mm Cyclopital3D base extender para la Sony Digital Recording Binoculars DEV-50.
- 225 mm Cyclopital3D base extender para las Fujifilm W1 y W3.